# Vitamin
Vitamini su organska jedinjenja neophodna telu (u malim količinama) da bi ono moglo da funkcioniše: postoji 13 različitih vrsta vitamina, a svaki ima svoju specifičnu ulogu. Oni su uglavnom aktivni u razvoju nervnog sistema, vida, brojnih reakcija u organizmu, ali i u mineralizaciji kostiju. Esencijalne hranjive materije se ne mogu sintetisati u organizmu, bilo u potpunosti, ili u dovoljnoj količini, i zbog toga se moraju unositi putem ishrane. Vitamin C mogu da sintetišu neke vrste, ali mnoge nemaju tu sposobnost, i stoga to nije vitamin u prvog stepena, već se svrstava u drugi. Izraz vitamin ne obuhvaga tri druge grupe esencijalni nutrijenata: minerale, esencijalne masne kiseline i esencijalne aminokiseline. Većina vitamina nisu pojedinačni molekuli, već grupe srodnih molekula koji se nazivaju vitamerima. Na primer, vitamin E sastoji se od četiri tokoferola i četiri tokotrienola. Iako neki izvori navode četrnaest, uključujući holin, glavne zdravstvene organizacije navode trinaest: vitamin A (sve-trans-retinol, sve-trans-retinil-estri, kao i sve-trans-beta-karoten i drugi provitamin A karotenoidi), vitamin B1 (tiamin), vitamin B2 (riboflavin), vitamin B3 (niacin), vitamin B5 (pantotenska kiselina), vitamin B6 (piridoksin), vitamin B7 (biotin), vitamin B9 (folna kiselina ili folat), vitamin B12 (kobalamini), vitamin C (askorbinska kiselina), vitamin D (kalciferoli), vitamin E (tokoferoli i tokotrienoli) i vitamin K (hinoni).
Vitamini imaju različite biohemijske funkcije. Vitamin A deluje kao regulator ćelijskog i tkivnog rasta i diferencijacije. Vitamin D pruža funkciju sličnu hormonima, regulišući metabolizam minerala u kostima i drugim organima. Vitamini B kompleksa deluju kao kofaktor enzima (koenzimi) ili njihovi prekurzori. Vitamini C i E deluju kao antioksidansi. Nedovoljni kao i prekomerni unos vitamina može potencijalno da uzrokuje klinički značajne bolesti, mada je manje verovatno da prekomerni unos vitamina rastvorljivih u vodi može da prouzrokuje bolest.
Pre 1935. jedini izvor vitamina bila je hrana. Ako bi u hrani bilo nedovoljno vitamina, javljala bi se vitaminska deficijencija i posledične bolesti. Zatim su postale dostupne komercijalno proizvedene tablete kompleksa vitamina B iz kvaščanog ekstrakta i polusintetički vitamin C. Tome je sledila masovna proizvodnja i stavljanje u promet vitaminskih suplemenata tokom 1950-ih, uključujući multivitamine, kako bi se sprečio nedostatak vitamina u opštoj populaciji. Vlade su ovlastile dodavanje vitamina u osnovne namirnice, poput brašna ili mleka, što se naziva obogaćivanje hrane, radi sprečavanja deficijencija. Preporuke za dodavanje folne kiseline tokom trudnoće je namenjena smanjenju rizika od oštećenja neuralne cevi kod novorođenčadi.
Izraz vitamin je reč koju je skovao poljski biohemičar Kazimjež Funk 1912. godine, koji je izolirao kompleks mikrohranjivih sastojaka koji su neophodni za život, a za koje se pretpostavljalo da su amini. Mada je kasnije utvrđeno da ta pretpostavka nije tačna, naziv je zadržan.

## Vitamin(akseroftol i retinol)
Prekurzor u sintezi retinala i retinoične kiseline. Visokomolekularni alkohol, viskozna žuta, uljasta tečnost rastvorljiva u mastima. Uništava se oksidacijom i delovanjem ultraljubičastih zraka. Nastaje u organizmu iz karotena, žutog pigmenta iz biljaka. Postoje 3 srodna oblika: A1, A2 i A3. Dnevne potrebe za ovim vitaminom: 0,8 do 1,5 mg. Ima ga u šargarepi, zelenom povrću, puteru, siru, žumancu, ribljem ulju, peršunu, jegulji, kajsijama.
Važan je za održanje epitela, lučenje hormona, rast ćelija svih organa, kvalitet vida. Nedostatak uzrokuje noćno slepilo, promene na koži i probavnom sistemu, slabost organizma, deformacije kostiju, isušivanje i mekšanje rožnjače.
Vitamina A ili beta-karotena ima u namirnicama životinjskog i biljnog porekla. U namirnicama životinjskog porekla (ribi, džigerici, i mlečnim proizvodima) ovaj vitamin a je u obliku retinola i dehidrationola, dok se u namirnicama biljnog porekla nalazi provitamin koji se deli na 4 velike grupe: alfa-karoten, kripto-karoten, beta-karoten, i gama-karoten. Najvažniji provitamin A je beta-karoten.

## Vitamin(aneurin, tiamin)
Kristalno jedinjenje rastvorljivo u vodi i alkoholima. Osetljiv je na toplotu, bazne rastvore i oksidaciona sredstva. Dnevne potrebe za ovim vitaminom: 1-1,2 . Ima ga u žitaricama (pšenica, pirinač, soja), kvascu, mahunastom povrću, džigerici, karfiolu, svinjskom mesu. Neophodan je za normalan rad nervnih ćelija, pospešuje rast, plodnost, laktaciju i probavu. Nedostatak ovog vitamina uzrokuje neurološke smetnje poput neuropatije, emotivnu nesigurnost, slabost mišića, umor, depresiju i bolest beriberi.

## Vitamin(laktoflavin, riboflavin, ovoflavin)
Kristalno jedinjenje žutonarandžaste boje, rastvorljivo u vodi i alkoholima, osetljivo na oksidaciona sredstva. U organizam se unosi u čistom obliku. Dnevne potrebe za ovim vitaminom: 1-1,2 . Ima ga u mleku i mlečnim proizvodima, kvascu, jajima, mesu, žitaricama, mahunastom povrću. Sastojak je mnogih važnih koenzima neophodnih za enzimske procese u organizmu, utiče na vid, učestvuje u izgradnji ćelija sluzokože, kože i crvenih krvnih zrnaca. Njegov nedostatak utiče na promene na sluzokoži i uzrokuje zapaljenje jezika, očiju, otekline usana, malokrvnost, crevne poremećaje, mišićnu slabost i zastoj u rastu.

## Vitamin(nijacin, nijacinamid)
Vitamin B3 je neophodan za metabolisanje šećera, masti i proteina, te za stvaranje energije i ćelijsko disanje.

## Vitamin(pantotenska kiselina)
Svetložuto viskozno ulje rastvorljivo u vodi. U organizam se unosi u vidu životinjskog koenzima A i u tankom crevu se oslobađa u pantotensku kiselinu, a zatim učestvuje u izgradnji različitih koenzima u organizmu. Dnevne potrebe za ovim vitaminom: 4-10 mg. Ima ga u junećem i svinjskom mesu, brokolima, kelju, jagodama, pomorandžama, mleku, kvascu, žumancu. Daje snagu organizmu, utiče na rad hormona, ubrzava zaceljivanje rana, uspostavlja pravilnu razmenu materija u organizmu. Nedostatak nije zabeležen kod ljudi.

## Vitamin(piridoksin, adermin)
Kristalno jedinjenje rastvorljivo u vodi i alkoholima, otporno na fizička i hemijska sredstva, ali ne i na ultraljubičaste zrake. U organizam se unosi u obliku provitamina, da bi u jetri prešao u aktivni oblik vitamina. Dnevne potrebe za ovim vitaminom: 1,2-2 mg. Ima ga u žitaricama, krompiru, jajima, ribi, svinjskom mesu, iznutricama, zelenom kupusu, bananama i kvascu, a sintetiše ga crevna flora. Značajan je za metabolizam nezasićenih masnih kiselina i pojedinih aminokiselina. Nedostatak ovog vitamina uzrokuje kožna oboljenja i nervne poremećaje.

## Vitamin(cijanokobalamin, antiperniciozin)
Složeno hemijsko jedinjenje crvene boje, rastvorljivo u vodi i osetljivo na vazduh i svetlost. Sadrži kobalt. Kobalamin sintetišu isključivo neki mikroorganizmi, ne stvaraju ga ni biljke ni životinje. Dnevne potrebe za ovim vitaminom: oko 3 mkg. Ima ga u iznutricama, mleku, mesu, jajima, a sintetiše ga crevna flora. Neophodan je za rast, pravilno stvaranje i sazrevanje crvenih krvnih zrnaca i normalan rad nervnog sistema. Nedostatak uzrokuje anemiju i teške promene na nervnom sistemu. Kod vegetarijanaca dolazi do avitaminoze, jer biljna hrana ne sadrži dovoljno vitamina B12.

## Vitamin(askorbinska kiselina)
Bezbojno kristalno jedinjenje kiselog ukusa, rastvorljivo u vodi, uništava se kuvanjem, oksidacijom i delovanjem baza, otporno na zamrzavanje. Dnevne potrebe za ovim vitaminom: 50-60 mg kod zdravih osoba, a kod osoba koje puše, izložene su zagađenjima, stresu, bolestima, hirurškim zahvatima itd. oko 2 g dnevno. Ima ga u šipku, paprici, limunu, kiviju, zelenom povrću, crnoj ribizli, zelenim orasima, krompiru. Neophodan je kao pokretač razmene materija u ćelijama, za oksidacione procese u organizmu i rad mnogih organa, ima značajnu ulogu u stvaranju zuba i kostiju, zaceljivanju rana i preloma. Poboljšava promet gvožđa kroz organizam, pospešuje stvaranje kolagena i otpornost organizma. Njegov nedostatak uzrokuje opštu slabost organizma, anemiju, skorbut i pospešuje nastajanje osteoporoze.

## Vitamin(kalciferol)
Kristalno jedinjenje rastvorljivo u mastima, unosi se u organizam hranom, a nastaje pod uticajem Sunčeve svetlosti (ultraljubičastih zraka). U jetri i bubrezima se prerađuje u aktivni oblik, a skladišti se u jetri, mišićima i masnom tkivu. Postoji 6 srodnih oblika (D1 do D6). Dnevne potrebe za ovim vitaminom: 5-10 mkg. Ima ga u ribljem ulju, kvascu, haringi, sardinama i drugim morskim ribama, jajima, avokadu, buteru, kajmaku, govedini. Važan je za regulisanje količine kalcijuma i fosfora u krvi, utiče na plodnost, imunski sistem i pravilno okoštavanje. Nedostatak uzrokuje rahitis kod dece, razmekšavanje i šupljikavost kostiju kod starijih, grčenje mišića. Velike količine vitamina D su otrovne, a dnevna doza se uvek kombinuje sa vitaminom A.

## Vitamin(tokoferol)
Vitamin E je žućkasto ulje rastvorljivo u mastima, otporno na zagrevanje a osetljivo na oksidaciju. Poznata je grupa od 7 različitih jedinjenja ovog vitamina istog dejstva, ali različite jačine. Dnevne potrebe za ovim vitaminom: 10-15 mg. Ima ga u klicama žitarica, kukuruznom, suncokretovom i maslinovom ulju, orasima, lešnicima, avokadu, bademu, kikirikiju, mahunastom povrću. Važan je kao antioksidans, utiče na pravilno lučenje hormona, rad mišića i nervnog sistema, štiti od radijacije, otrovnih materija, lekova i metala. Smanjuje rizik od kanceroznih oboljenja, i štiti srce i krvotok. Nedostatak ovog vitamina izaziva poremećaj rada mišića i nervnog sistema.

## Vitamin(Linolna, linoleinska i arahidonska kiselina)
Vitaminom F nazivaju se nezasićene masne kiseline, iako nemaju pravi vitaminski karakter. Prirodni izvori su: pšenične klice, semenke od lana, suncokreta, soje i kikirikija. On pomaže sprečavanju taloženja holesterola u arterijama, suzbija oboljenja srca i doprinosi zdravlju kože i kose. Usled nedostatka vitamina F nastaju ekcemi i akne.

## Vitamin(Biotin)
Kristalno jedinjenje teško rastvorljivo u vodi i otporno prema mnogim hemijskim reakcijama. Dnevne potrebe za ovim vitaminom: 30-100 mkg. Ima ga u mesu, jajima, džigerici, bananama, šampinjonima, grašku, karfiolu, spanaću, orasima, čokoladi, a sintetiše ga i crevna flora iz masnih kiselina. U vidu koenzima učestvuje u metabolizmu masti, proteina i ugljenih hidrata. Nedostatak se retko javlja, a može nastati usled dugotrajne upotrebe antibiotika.

## Vitamin(filohinon)
Kristalno jedinjenje žućkaste boje, rastvorljiv u mastima, otporan na zagrevanje. Ima sedam oblika, od toga 2 prirodna koje stvaraju bakterije u crevima i 5 sintetičkih. Dnevne potrebe za ovim vitaminom: 60-70 mkg. Ima ga u brokolima, spanaću, kelerabi, zelenoj salati, iznutricama. Neophodan je za sintezu protrombina koji deluje na zgrušavanje krvi. Nedostatak ovog vitamina je redak slučaj i javlja se kod dugotrajnog uzimanja antibiotika koji uništavaju crevnu floru.

## Antivitamini
Antivitamini su antagonisti (imaju suprotno delovanje) skoro svim vitaminima. Nisu poznati samo za vitamine A i D. Slični su po sastavu vitaminima i mogu se, kada nema dovoljno vitamina, ugraditi u odgovarajuće koenzime. Na taj način se koenzimi ne aktiviraju što remeti normalno odvijanje fizioloških procesa u organizmu. Ako se pravilnom ishranom unosi dovoljna količina vitamina, oni ne dozvoljavaju antivitaminima da se vezuju.

## Dobijanje vitamina
Većina važnih vitamina, kao što su vitamin A, B1, B2, B3, C, D3 i drugi, dobijaju se uglavnom na dva načina:
- organskom sintezom
- fermentacijom.

## Spoljašnje veze
- Vitamini
- Vitamin Magazin
- Vitaminologija

|  | Molimo Vas, obratite pažnju na važno upozorenje u vezi sa temama iz oblasti medicine (zdravlja). |